# Roger III d'Apulie
Roger III d'Apulie (1118 - 2 ou 12 mai 1148) est un prince normand du royaume de Sicile, duc d'Apulie de 1135 à sa mort.

## Biographie
Roger est le fils aîné du roi Roger II de Sicile, fondateur de la monarchie sicilienne, et d'Elvire de Castille. Il est mentionné pour la première fois dans une chronique en 1129. En septembre de cette année, son père, alors duc d'Apulie, avait convoqué à Melfi tous ses vassaux d'Italie du Sud. Dans cette assemblée où étaient présents Roger et son frère cadet Tancrède, les vassaux prêtèrent au duc et à ses deux fils serment de fidélité.
Il est fait chevalier en août 1135 avec son frère cadet Tancrède avant d'être nommé par son père duc d'Apulie dans la même année, peut-être sous la tutelle de Robert de Selby. Le duché d'Apulie fut rapidement disputé par un opposant de son père, le comte Rainolf d'Alife, qui rassembla une armée et affronta celle du roi de Sicile à la bataille de Rignano en octobre 1137 ; Roger et son père, battus, durent fuir, et 3000 de leurs hommes, dont leur allié le duc Serge VII de Naples, restèrent sur le champ de bataille.
En juillet 1139, Roger bat les troupes du pape Innocent II, hostile au roi de Sicile, qu'il capture près de Galluccio. Fait prisonnier, le pape devra traiter avec le roi Roger II et signer le traité de Mignano. Lors de ce traité, Roger reçut l'investiture du duché d'Apulie (25 juillet).
En 1140, assisté par son frère cadet Alphonse, prince de Capoue, il entame la conquête des Abruzzes. Les premières opérations militaires sont dirigés contre le comte de Manoppello dont les brigandages désolaient depuis longtemps les habitants de la région : le comte fut chassé et remplacé par Bohémond de Tarsia (1140). Roger et son frère Alphonse poussent l'expédition plus au nord et soumettent toute la région comprise entre la Pescara et le Tronto, c'est-à-dire le comté de Chieti et celui de Penne. En juillet 1140, ils occupent Arce, Sora et toute la région jusqu'à Ceprano, c'est-à-dire près de l'État pontifical ; l'avancée des armées normandes causèrent à Rome un vif émoi. Tandis qu'à Tivoli on se préparait à résister aux troupes normandes, le pape Innocent II écrivit aux deux princes siciliens pour leur reprocher leurs dernières conquêtes : Roger et Alphonse se bornèrent à répondre qu'ils ne faisaient qu'occuper les anciennes dépendances de la principauté de Capoue.
En juin 1144, Roger est présent lors de la rencontre qui eut lieu à Ceprano entre le pape Lucius II et le roi Roger II de Sicile qui revendiquait des territoires que la Papauté tenait en son pouvoir. Les négociations échouèrent et le pape et le roi se séparèrent, forts mécontents l'un de lautre ; le roi de Sicile regagna Palerme et chargea Roger, assisté de son frère Alphonse, d'ouvrir les hostilités avec l'État pontifical. L'armée normande alla ravager Veroli et s'avança jusqu'à Ferentino. Le pays des Marses fut occupé jusqu'à Amiterno et Rieti. Voyant ses États menacés, le pape fut forcé de conclure avec les fils du roi une trêve de sept ans, par laquelle les princes normands s'engageaient à ne pas attaquer les territoires du pape.
Il s'illustra à la guerre mais, à l'instar de trois de ses frères cadets qui moururent avant lui, et de sa mère, il mourut prématurément de causes inconnues en un lieu inconnu, et fut inhumé dans l'église Sainte-Marie Madeleine, située près de la cathédrale de Palerme. Il fut pleuré par le poète arabe Abu-al-Daw.

## Union et descendance
Vers 1140/1145, Roger avait épousé Isabelle, fille du comte Thibaut IV de Blois, petit-fils de Guillaume le Conquérant par sa mère. Ils n'eurent pas d'enfants connus.
D'une liaison avec Emma de Lecce, une cousine, il a au moins deux fils : Tancrède, qui deviendra roi de Sicile, et Guillaume (v. 1138 - v. 1168).